# Dicranella perpusilla
Dicranella perpusilla là một loài Rêu trong họ Dicranaceae. Loài này được (Dusén) Cardot mô tả khoa học đầu tiên năm 1908.